# Molly Seidel
Molly Elizabeth Seidel (Brookfield, 12 de julho de 1994) é uma maratonista estadunidense, medalhista olímpica.
Seidel quebrou sua marca pessoal na meia maratona em Hampton, correndo 1:08:28 em 28 de fevereiro de 2021 na Meia Maratona Publix Atlanta realizada nas instalações do Atlanta Motor Speedway. Nos Jogos Olímpicos de Verão de 2020, conquistou a medalha de bronze na prova de maratona feminina com o tempo de 2:27:46.